# كأس فنلندا 2009
كأس فنلندا 2009 (بالفنلندية: Jalkapallon Suomen Cup 2009)‏ هو موسم من كأس فنلندا. أشرف على تنظيمه اتحاد فنلندا لكرة القدم، وكان عدد الأندية المشاركة فيه 356، وفاز فيه إنتر توركو.